# Paulí el Penitent
Paulí de Pel·la o Paulí el Penitent, en llatí Paulinus o Paulinus Poenitens, en grec antic Παυλι̂νος, (Pel·la, Macedònia vers 376-?) fou un escriptor eclesiàstic romà, fill de Hesperi, prefecte del pretori romà i procònsol d'Àfrica, i net del poeta Ausoni.
Va néixer el 376 a Pel·la, a Macedònia però amb només un any ja fou portat a Cartago on el seu pare va exercir el govern, i amb tres anys va anar a Bordeus on es va educar. Als 15 anys una malaltia va aturar els seus estudis i els seus pares li van permetre viure una vida de plaer i seguretat; als 20 anys es va casar amb una dama de noble família i certa riquesa; el seu pare va morir quan Paulí tenia 30 anys i llavors es va disputar l'herència amb el seu germà (aquest volia privar a la vídua del llegat conjugal).
El 414 va donar suport a Prisc Àtal que protegit pel visigot Ataülf va assolir la corona, i fou nomenat Comes Rerum Privatarum; esperava que els gots no atacarien Bordeus però la ciutat fou ocupada poc després i saquejada; es va retirar a Bazas (llatí Vazates) que fou assetjada per gots i alans; va intentar retirar-se a Grècia on la seva mare tenia terres, però la seva dona no se'n va voler anar; llavors es va voler fer monjo però els seus amics se'n van riure; una mica després van morir la seva mare, la seva sogre i la seva dona en poc espai de temps; també va perdre als seus fills excepte un que era monjo, que també va morir algun temps després sobtadament.
Com que les terres de Grècia no li produïen cap guany es va retirar a Marsella on va comprar i va dirigir una granja que va fracassar, i ho va perdre tot pels deutes, havent de viure de la caritat. Durant l'estada a Marsella es va relacionar amb nombrosos religiosos i la seva ment es va omplir de sentiments d'aquesta mena, fins que fou batejat el 422 quant tenia 46 anys. Va viure almenys fins als 84 anys (460) quan va escriure un poema sobre la seva vida.
Als 83 anys va compondre un relat de la seva vida: l'Eucaristicon Deo sub epehemeridis meae textu, que ocasionalment ha estat atribuït incorrectament a Paulí de Nola. En aquesta autobiografia fa acció de gràcies per la vida que ha tingut, a pesar que la majoria dels dies patia la seva malaltia, la pèrdua de propietats i els perills de la invasió bàrbara. El relat, no obstant això, presenta un relat sincer del període, i una expressió de l'exaltació dels seus sentiments. Tanmateix, l'estil i la versificació no corresponen qualitativament a la sinceritat i l'alçada de la inspiració. A més, la data del text és desconegut, hi ha un passatge que dona a entendre una data aproximada entre el 459 i el 465. De fet el nom de l'autor no es coneixia fins que Margarin de La Bigne, autora de la Bibliotheca Patrum (1579) va aportar un altre manuscrit amb el nom «Paulí».